# 2030년 FIFA 월드컵
2030년 FIFA 월드컵(2030 FIFA World Cup)은 2030년에 열릴 예정인 24번째 FIFA 월드컵이며, 또한 FIFA 월드컵 100주년 기념 대회이기도 하다. 2030년 월드컵은 월드컵 100주년 대회를 기념할 것이다. 역사상 두 번째로 세 개의 나라에서 공동으로 개최된 FIFA 월드컵이다.

## 개최국 선정
2030년 FIFA 월드컵 본선 개최 유치 후보국의 자격은 2022년 FIFA 월드컵 개최대륙 연맹인 아시아 축구 연맹 소속 국가 축구협회 및 2026년 FIFA 월드컵 개최대륙 연맹인 북중미카리브 축구 연맹 소속 국가 축구협회를 제외하고, 모든 국가 축구협회에 있다.
개최국들은 40,000명을 수용할 수 있는 전좌석 경기장들을 최소 14개 이상 보유해야 하며, 최소 7개는 기존 경기장에 있어야 한다. 개막전과 결승전은 8만 석 규모의 경기장에서 치뤄져야 하며, 준결승전은 6만 석 규모의 경기장에서 치뤄져야 한다. 개최국들은 또한 팀 베이스캠프를 위한 최소 72개의 적절한 훈련장 옵션, 경기장당 4개의 적절한 경기장별 훈련장 옵션, 2개의 적절한 심판 베이스캠프 훈련장 옵션 외에 모두 적절한 숙박 시설을 갖추고 있어야 한다. FIFA 평의회는 또한 방송 현장, 대회 관련 행사 현장, 숙박 시설과 관련된 요구 사항을 규제한다. 또한 지속 가능성, 환경 보호 및 인권도 "레거시 기금" 설립 조항 외에도 정부 지원, 사용할 조직 모델과 함께 협의회에서 고려되는 요소가 될 것이다.
개최를 희망하는 국가
- 유럽과 아프리카
  -  모로코- 포르투갈- 스페인 (3개국 공동 개최 확정)

- 남아메리카
  -  우루과이- 아르헨티나- 파라과이- 칠레 (4개국 공동 개최): 1930년 우루과이에서 최초로 개최된 FIFA 월드컵 100주년을 기념하기 위해 우루과이, 아르헨티나, 파라과이, 칠레 4개국이 공동 개최를 추진하고 있다.[1] 원래는 우루과이가 단독개최를 하려고 했으나 지금 월드컵의 규모가 1회 때와는 비교할 수 없을 정도로 거대해져 우루과이의 경제력만으로는 감당이 안되기 때문에 공동 유치로 선회했다. 우루과이와 아르헨티나는 2017년 7월 29일에 2030년 FIFA 월드컵 공동 유치 계획을 승인했다. 2017년 10월 4일에는 파라과이가 추가로 합류하였으며, 2019년 2월 14일에는 칠레가 추가로 합류함으로써 남미의 월드컵 유치 전선에 뛰어들게 되었다.[2]

## 잠정적 개최지
† 이전 남자 월드컵 대회에서 사용된 경기장을 뜻한다. (아르헨티나, 스페인, 우루과이 한정)
⋆ 신설 예정 경기장
+ 리모델링/개축 예정 경기장
| 바르셀로나                              | 바르셀로나 | 바르셀로나 | 마드리드 | 마드리드 | 리스본 | 리스본                                            |
| --------------------------------------- | --- | --- | --- | --- | --- | ------------------------------------------------- |
| 캄 노우 +                               | 캄 노우 + | 스테이지 프론트 경기장(RCDE 스타디움) | 산티아고 베르나베우 + | 에스타디오 메트로폴리타노 | 이스타디우 다 루스 | 이스타디우 주제 알발라드                          |
| Capacity: 99,354 Expandable to: 105,000 | Capacity: 99,354 Expandable to: 105,000 | Capacity: 40,000 | Capacity: 84,744 | Capacity: 70,460 | Capacity: 64,642 | Capacity: 50,095                                  |
|                                         | | | | | |                                                   |
| 발렌시아                                | 바르셀로나빌바오마드리드세비야발렌시아리스본포르투산세바스티안비고사라고사말라가무르시아라코루냐히혼2030년 FIFA 월드컵(이베리아반도) 라스팔마스2030년 FIFA 월드컵(카나리아 제도) 카사블랑카라바트아가디르마라케시페스탕헤르2030년 FIFA 월드컵(모로코) | 바르셀로나빌바오마드리드세비야발렌시아리스본포르투산세바스티안비고사라고사말라가무르시아라코루냐히혼2030년 FIFA 월드컵(이베리아반도) 라스팔마스2030년 FIFA 월드컵(카나리아 제도) 카사블랑카라바트아가디르마라케시페스탕헤르2030년 FIFA 월드컵(모로코) | 바르셀로나빌바오마드리드세비야발렌시아리스본포르투산세바스티안비고사라고사말라가무르시아라코루냐히혼2030년 FIFA 월드컵(이베리아반도) 라스팔마스2030년 FIFA 월드컵(카나리아 제도) 카사블랑카라바트아가디르마라케시페스탕헤르2030년 FIFA 월드컵(모로코) | 바르셀로나빌바오마드리드세비야발렌시아리스본포르투산세바스티안비고사라고사말라가무르시아라코루냐히혼2030년 FIFA 월드컵(이베리아반도) 라스팔마스2030년 FIFA 월드컵(카나리아 제도) 카사블랑카라바트아가디르마라케시페스탕헤르2030년 FIFA 월드컵(모로코) | 바르셀로나빌바오마드리드세비야발렌시아리스본포르투산세바스티안비고사라고사말라가무르시아라코루냐히혼2030년 FIFA 월드컵(이베리아반도) 라스팔마스2030년 FIFA 월드컵(카나리아 제도) 카사블랑카라바트아가디르마라케시페스탕헤르2030년 FIFA 월드컵(모로코) | 세비야                                            |
| 노우 메스타야 *                         | 바르셀로나빌바오마드리드세비야발렌시아리스본포르투산세바스티안비고사라고사말라가무르시아라코루냐히혼2030년 FIFA 월드컵(이베리아반도) 라스팔마스2030년 FIFA 월드컵(카나리아 제도) 카사블랑카라바트아가디르마라케시페스탕헤르2030년 FIFA 월드컵(모로코) | 바르셀로나빌바오마드리드세비야발렌시아리스본포르투산세바스티안비고사라고사말라가무르시아라코루냐히혼2030년 FIFA 월드컵(이베리아반도) 라스팔마스2030년 FIFA 월드컵(카나리아 제도) 카사블랑카라바트아가디르마라케시페스탕헤르2030년 FIFA 월드컵(모로코) | 바르셀로나빌바오마드리드세비야발렌시아리스본포르투산세바스티안비고사라고사말라가무르시아라코루냐히혼2030년 FIFA 월드컵(이베리아반도) 라스팔마스2030년 FIFA 월드컵(카나리아 제도) 카사블랑카라바트아가디르마라케시페스탕헤르2030년 FIFA 월드컵(모로코) | 바르셀로나빌바오마드리드세비야발렌시아리스본포르투산세바스티안비고사라고사말라가무르시아라코루냐히혼2030년 FIFA 월드컵(이베리아반도) 라스팔마스2030년 FIFA 월드컵(카나리아 제도) 카사블랑카라바트아가디르마라케시페스탕헤르2030년 FIFA 월드컵(모로코) | 바르셀로나빌바오마드리드세비야발렌시아리스본포르투산세바스티안비고사라고사말라가무르시아라코루냐히혼2030년 FIFA 월드컵(이베리아반도) 라스팔마스2030년 FIFA 월드컵(카나리아 제도) 카사블랑카라바트아가디르마라케시페스탕헤르2030년 FIFA 월드컵(모로코) | 에스타디오 데 라 카르투하                         |
| Capacity: 70,000                        | 바르셀로나빌바오마드리드세비야발렌시아리스본포르투산세바스티안비고사라고사말라가무르시아라코루냐히혼2030년 FIFA 월드컵(이베리아반도) 라스팔마스2030년 FIFA 월드컵(카나리아 제도) 카사블랑카라바트아가디르마라케시페스탕헤르2030년 FIFA 월드컵(모로코) | 바르셀로나빌바오마드리드세비야발렌시아리스본포르투산세바스티안비고사라고사말라가무르시아라코루냐히혼2030년 FIFA 월드컵(이베리아반도) 라스팔마스2030년 FIFA 월드컵(카나리아 제도) 카사블랑카라바트아가디르마라케시페스탕헤르2030년 FIFA 월드컵(모로코) | 바르셀로나빌바오마드리드세비야발렌시아리스본포르투산세바스티안비고사라고사말라가무르시아라코루냐히혼2030년 FIFA 월드컵(이베리아반도) 라스팔마스2030년 FIFA 월드컵(카나리아 제도) 카사블랑카라바트아가디르마라케시페스탕헤르2030년 FIFA 월드컵(모로코) | 바르셀로나빌바오마드리드세비야발렌시아리스본포르투산세바스티안비고사라고사말라가무르시아라코루냐히혼2030년 FIFA 월드컵(이베리아반도) 라스팔마스2030년 FIFA 월드컵(카나리아 제도) 카사블랑카라바트아가디르마라케시페스탕헤르2030년 FIFA 월드컵(모로코) | 바르셀로나빌바오마드리드세비야발렌시아리스본포르투산세바스티안비고사라고사말라가무르시아라코루냐히혼2030년 FIFA 월드컵(이베리아반도) 라스팔마스2030년 FIFA 월드컵(카나리아 제도) 카사블랑카라바트아가디르마라케시페스탕헤르2030년 FIFA 월드컵(모로코) | Capacity: 60,721 Expandable to: 75,000            |
|                                         | 바르셀로나빌바오마드리드세비야발렌시아리스본포르투산세바스티안비고사라고사말라가무르시아라코루냐히혼2030년 FIFA 월드컵(이베리아반도) 라스팔마스2030년 FIFA 월드컵(카나리아 제도) 카사블랑카라바트아가디르마라케시페스탕헤르2030년 FIFA 월드컵(모로코) | 바르셀로나빌바오마드리드세비야발렌시아리스본포르투산세바스티안비고사라고사말라가무르시아라코루냐히혼2030년 FIFA 월드컵(이베리아반도) 라스팔마스2030년 FIFA 월드컵(카나리아 제도) 카사블랑카라바트아가디르마라케시페스탕헤르2030년 FIFA 월드컵(모로코) | 바르셀로나빌바오마드리드세비야발렌시아리스본포르투산세바스티안비고사라고사말라가무르시아라코루냐히혼2030년 FIFA 월드컵(이베리아반도) 라스팔마스2030년 FIFA 월드컵(카나리아 제도) 카사블랑카라바트아가디르마라케시페스탕헤르2030년 FIFA 월드컵(모로코) | 바르셀로나빌바오마드리드세비야발렌시아리스본포르투산세바스티안비고사라고사말라가무르시아라코루냐히혼2030년 FIFA 월드컵(이베리아반도) 라스팔마스2030년 FIFA 월드컵(카나리아 제도) 카사블랑카라바트아가디르마라케시페스탕헤르2030년 FIFA 월드컵(모로코) | 바르셀로나빌바오마드리드세비야발렌시아리스본포르투산세바스티안비고사라고사말라가무르시아라코루냐히혼2030년 FIFA 월드컵(이베리아반도) 라스팔마스2030년 FIFA 월드컵(카나리아 제도) 카사블랑카라바트아가디르마라케시페스탕헤르2030년 FIFA 월드컵(모로코) |                                                   |
| 빌바오                                  | 바르셀로나빌바오마드리드세비야발렌시아리스본포르투산세바스티안비고사라고사말라가무르시아라코루냐히혼2030년 FIFA 월드컵(이베리아반도) 라스팔마스2030년 FIFA 월드컵(카나리아 제도) 카사블랑카라바트아가디르마라케시페스탕헤르2030년 FIFA 월드컵(모로코) | 바르셀로나빌바오마드리드세비야발렌시아리스본포르투산세바스티안비고사라고사말라가무르시아라코루냐히혼2030년 FIFA 월드컵(이베리아반도) 라스팔마스2030년 FIFA 월드컵(카나리아 제도) 카사블랑카라바트아가디르마라케시페스탕헤르2030년 FIFA 월드컵(모로코) | 바르셀로나빌바오마드리드세비야발렌시아리스본포르투산세바스티안비고사라고사말라가무르시아라코루냐히혼2030년 FIFA 월드컵(이베리아반도) 라스팔마스2030년 FIFA 월드컵(카나리아 제도) 카사블랑카라바트아가디르마라케시페스탕헤르2030년 FIFA 월드컵(모로코) | 바르셀로나빌바오마드리드세비야발렌시아리스본포르투산세바스티안비고사라고사말라가무르시아라코루냐히혼2030년 FIFA 월드컵(이베리아반도) 라스팔마스2030년 FIFA 월드컵(카나리아 제도) 카사블랑카라바트아가디르마라케시페스탕헤르2030년 FIFA 월드컵(모로코) | 바르셀로나빌바오마드리드세비야발렌시아리스본포르투산세바스티안비고사라고사말라가무르시아라코루냐히혼2030년 FIFA 월드컵(이베리아반도) 라스팔마스2030년 FIFA 월드컵(카나리아 제도) 카사블랑카라바트아가디르마라케시페스탕헤르2030년 FIFA 월드컵(모로코) | 포르투                                            |
| 산 마메스                               | 바르셀로나빌바오마드리드세비야발렌시아리스본포르투산세바스티안비고사라고사말라가무르시아라코루냐히혼2030년 FIFA 월드컵(이베리아반도) 라스팔마스2030년 FIFA 월드컵(카나리아 제도) 카사블랑카라바트아가디르마라케시페스탕헤르2030년 FIFA 월드컵(모로코) | 바르셀로나빌바오마드리드세비야발렌시아리스본포르투산세바스티안비고사라고사말라가무르시아라코루냐히혼2030년 FIFA 월드컵(이베리아반도) 라스팔마스2030년 FIFA 월드컵(카나리아 제도) 카사블랑카라바트아가디르마라케시페스탕헤르2030년 FIFA 월드컵(모로코) | 바르셀로나빌바오마드리드세비야발렌시아리스본포르투산세바스티안비고사라고사말라가무르시아라코루냐히혼2030년 FIFA 월드컵(이베리아반도) 라스팔마스2030년 FIFA 월드컵(카나리아 제도) 카사블랑카라바트아가디르마라케시페스탕헤르2030년 FIFA 월드컵(모로코) | 바르셀로나빌바오마드리드세비야발렌시아리스본포르투산세바스티안비고사라고사말라가무르시아라코루냐히혼2030년 FIFA 월드컵(이베리아반도) 라스팔마스2030년 FIFA 월드컵(카나리아 제도) 카사블랑카라바트아가디르마라케시페스탕헤르2030년 FIFA 월드컵(모로코) | 바르셀로나빌바오마드리드세비야발렌시아리스본포르투산세바스티안비고사라고사말라가무르시아라코루냐히혼2030년 FIFA 월드컵(이베리아반도) 라스팔마스2030년 FIFA 월드컵(카나리아 제도) 카사블랑카라바트아가디르마라케시페스탕헤르2030년 FIFA 월드컵(모로코) | 이스타디우 두 드라강                              |
| Capacity: 53,289                        | 바르셀로나빌바오마드리드세비야발렌시아리스본포르투산세바스티안비고사라고사말라가무르시아라코루냐히혼2030년 FIFA 월드컵(이베리아반도) 라스팔마스2030년 FIFA 월드컵(카나리아 제도) 카사블랑카라바트아가디르마라케시페스탕헤르2030년 FIFA 월드컵(모로코) | 바르셀로나빌바오마드리드세비야발렌시아리스본포르투산세바스티안비고사라고사말라가무르시아라코루냐히혼2030년 FIFA 월드컵(이베리아반도) 라스팔마스2030년 FIFA 월드컵(카나리아 제도) 카사블랑카라바트아가디르마라케시페스탕헤르2030년 FIFA 월드컵(모로코) | 바르셀로나빌바오마드리드세비야발렌시아리스본포르투산세바스티안비고사라고사말라가무르시아라코루냐히혼2030년 FIFA 월드컵(이베리아반도) 라스팔마스2030년 FIFA 월드컵(카나리아 제도) 카사블랑카라바트아가디르마라케시페스탕헤르2030년 FIFA 월드컵(모로코) | 바르셀로나빌바오마드리드세비야발렌시아리스본포르투산세바스티안비고사라고사말라가무르시아라코루냐히혼2030년 FIFA 월드컵(이베리아반도) 라스팔마스2030년 FIFA 월드컵(카나리아 제도) 카사블랑카라바트아가디르마라케시페스탕헤르2030년 FIFA 월드컵(모로코) | 바르셀로나빌바오마드리드세비야발렌시아리스본포르투산세바스티안비고사라고사말라가무르시아라코루냐히혼2030년 FIFA 월드컵(이베리아반도) 라스팔마스2030년 FIFA 월드컵(카나리아 제도) 카사블랑카라바트아가디르마라케시페스탕헤르2030년 FIFA 월드컵(모로코) | Capacity: 50,033                                  |
|                                         | 바르셀로나빌바오마드리드세비야발렌시아리스본포르투산세바스티안비고사라고사말라가무르시아라코루냐히혼2030년 FIFA 월드컵(이베리아반도) 라스팔마스2030년 FIFA 월드컵(카나리아 제도) 카사블랑카라바트아가디르마라케시페스탕헤르2030년 FIFA 월드컵(모로코) | 바르셀로나빌바오마드리드세비야발렌시아리스본포르투산세바스티안비고사라고사말라가무르시아라코루냐히혼2030년 FIFA 월드컵(이베리아반도) 라스팔마스2030년 FIFA 월드컵(카나리아 제도) 카사블랑카라바트아가디르마라케시페스탕헤르2030년 FIFA 월드컵(모로코) | 바르셀로나빌바오마드리드세비야발렌시아리스본포르투산세바스티안비고사라고사말라가무르시아라코루냐히혼2030년 FIFA 월드컵(이베리아반도) 라스팔마스2030년 FIFA 월드컵(카나리아 제도) 카사블랑카라바트아가디르마라케시페스탕헤르2030년 FIFA 월드컵(모로코) | 바르셀로나빌바오마드리드세비야발렌시아리스본포르투산세바스티안비고사라고사말라가무르시아라코루냐히혼2030년 FIFA 월드컵(이베리아반도) 라스팔마스2030년 FIFA 월드컵(카나리아 제도) 카사블랑카라바트아가디르마라케시페스탕헤르2030년 FIFA 월드컵(모로코) | 바르셀로나빌바오마드리드세비야발렌시아리스본포르투산세바스티안비고사라고사말라가무르시아라코루냐히혼2030년 FIFA 월드컵(이베리아반도) 라스팔마스2030년 FIFA 월드컵(카나리아 제도) 카사블랑카라바트아가디르마라케시페스탕헤르2030년 FIFA 월드컵(모로코) |                                                   |
| 무르시아                                | 바르셀로나빌바오마드리드세비야발렌시아리스본포르투산세바스티안비고사라고사말라가무르시아라코루냐히혼2030년 FIFA 월드컵(이베리아반도) 라스팔마스2030년 FIFA 월드컵(카나리아 제도) 카사블랑카라바트아가디르마라케시페스탕헤르2030년 FIFA 월드컵(모로코) | 바르셀로나빌바오마드리드세비야발렌시아리스본포르투산세바스티안비고사라고사말라가무르시아라코루냐히혼2030년 FIFA 월드컵(이베리아반도) 라스팔마스2030년 FIFA 월드컵(카나리아 제도) 카사블랑카라바트아가디르마라케시페스탕헤르2030년 FIFA 월드컵(모로코) | 바르셀로나빌바오마드리드세비야발렌시아리스본포르투산세바스티안비고사라고사말라가무르시아라코루냐히혼2030년 FIFA 월드컵(이베리아반도) 라스팔마스2030년 FIFA 월드컵(카나리아 제도) 카사블랑카라바트아가디르마라케시페스탕헤르2030년 FIFA 월드컵(모로코) | 바르셀로나빌바오마드리드세비야발렌시아리스본포르투산세바스티안비고사라고사말라가무르시아라코루냐히혼2030년 FIFA 월드컵(이베리아반도) 라스팔마스2030년 FIFA 월드컵(카나리아 제도) 카사블랑카라바트아가디르마라케시페스탕헤르2030년 FIFA 월드컵(모로코) | 바르셀로나빌바오마드리드세비야발렌시아리스본포르투산세바스티안비고사라고사말라가무르시아라코루냐히혼2030년 FIFA 월드컵(이베리아반도) 라스팔마스2030년 FIFA 월드컵(카나리아 제도) 카사블랑카라바트아가디르마라케시페스탕헤르2030년 FIFA 월드컵(모로코) | 히혼                                              |
| 누에바 콘도미나 +                       | 바르셀로나빌바오마드리드세비야발렌시아리스본포르투산세바스티안비고사라고사말라가무르시아라코루냐히혼2030년 FIFA 월드컵(이베리아반도) 라스팔마스2030년 FIFA 월드컵(카나리아 제도) 카사블랑카라바트아가디르마라케시페스탕헤르2030년 FIFA 월드컵(모로코) | 바르셀로나빌바오마드리드세비야발렌시아리스본포르투산세바스티안비고사라고사말라가무르시아라코루냐히혼2030년 FIFA 월드컵(이베리아반도) 라스팔마스2030년 FIFA 월드컵(카나리아 제도) 카사블랑카라바트아가디르마라케시페스탕헤르2030년 FIFA 월드컵(모로코) | 바르셀로나빌바오마드리드세비야발렌시아리스본포르투산세바스티안비고사라고사말라가무르시아라코루냐히혼2030년 FIFA 월드컵(이베리아반도) 라스팔마스2030년 FIFA 월드컵(카나리아 제도) 카사블랑카라바트아가디르마라케시페스탕헤르2030년 FIFA 월드컵(모로코) | 바르셀로나빌바오마드리드세비야발렌시아리스본포르투산세바스티안비고사라고사말라가무르시아라코루냐히혼2030년 FIFA 월드컵(이베리아반도) 라스팔마스2030년 FIFA 월드컵(카나리아 제도) 카사블랑카라바트아가디르마라케시페스탕헤르2030년 FIFA 월드컵(모로코) | 바르셀로나빌바오마드리드세비야발렌시아리스본포르투산세바스티안비고사라고사말라가무르시아라코루냐히혼2030년 FIFA 월드컵(이베리아반도) 라스팔마스2030년 FIFA 월드컵(카나리아 제도) 카사블랑카라바트아가디르마라케시페스탕헤르2030년 FIFA 월드컵(모로코) | 엘 몰리논 +                                       |
| Capacity: 31,179 Expandable to: 42,000  | 바르셀로나빌바오마드리드세비야발렌시아리스본포르투산세바스티안비고사라고사말라가무르시아라코루냐히혼2030년 FIFA 월드컵(이베리아반도) 라스팔마스2030년 FIFA 월드컵(카나리아 제도) 카사블랑카라바트아가디르마라케시페스탕헤르2030년 FIFA 월드컵(모로코) | 바르셀로나빌바오마드리드세비야발렌시아리스본포르투산세바스티안비고사라고사말라가무르시아라코루냐히혼2030년 FIFA 월드컵(이베리아반도) 라스팔마스2030년 FIFA 월드컵(카나리아 제도) 카사블랑카라바트아가디르마라케시페스탕헤르2030년 FIFA 월드컵(모로코) | 바르셀로나빌바오마드리드세비야발렌시아리스본포르투산세바스티안비고사라고사말라가무르시아라코루냐히혼2030년 FIFA 월드컵(이베리아반도) 라스팔마스2030년 FIFA 월드컵(카나리아 제도) 카사블랑카라바트아가디르마라케시페스탕헤르2030년 FIFA 월드컵(모로코) | 바르셀로나빌바오마드리드세비야발렌시아리스본포르투산세바스티안비고사라고사말라가무르시아라코루냐히혼2030년 FIFA 월드컵(이베리아반도) 라스팔마스2030년 FIFA 월드컵(카나리아 제도) 카사블랑카라바트아가디르마라케시페스탕헤르2030년 FIFA 월드컵(모로코) | 바르셀로나빌바오마드리드세비야발렌시아리스본포르투산세바스티안비고사라고사말라가무르시아라코루냐히혼2030년 FIFA 월드컵(이베리아반도) 라스팔마스2030년 FIFA 월드컵(카나리아 제도) 카사블랑카라바트아가디르마라케시페스탕헤르2030년 FIFA 월드컵(모로코) | Capacity: 29,029 To be expanded                   |
|                                         | 바르셀로나빌바오마드리드세비야발렌시아리스본포르투산세바스티안비고사라고사말라가무르시아라코루냐히혼2030년 FIFA 월드컵(이베리아반도) 라스팔마스2030년 FIFA 월드컵(카나리아 제도) 카사블랑카라바트아가디르마라케시페스탕헤르2030년 FIFA 월드컵(모로코) | 바르셀로나빌바오마드리드세비야발렌시아리스본포르투산세바스티안비고사라고사말라가무르시아라코루냐히혼2030년 FIFA 월드컵(이베리아반도) 라스팔마스2030년 FIFA 월드컵(카나리아 제도) 카사블랑카라바트아가디르마라케시페스탕헤르2030년 FIFA 월드컵(모로코) | 바르셀로나빌바오마드리드세비야발렌시아리스본포르투산세바스티안비고사라고사말라가무르시아라코루냐히혼2030년 FIFA 월드컵(이베리아반도) 라스팔마스2030년 FIFA 월드컵(카나리아 제도) 카사블랑카라바트아가디르마라케시페스탕헤르2030년 FIFA 월드컵(모로코) | 바르셀로나빌바오마드리드세비야발렌시아리스본포르투산세바스티안비고사라고사말라가무르시아라코루냐히혼2030년 FIFA 월드컵(이베리아반도) 라스팔마스2030년 FIFA 월드컵(카나리아 제도) 카사블랑카라바트아가디르마라케시페스탕헤르2030년 FIFA 월드컵(모로코) | 바르셀로나빌바오마드리드세비야발렌시아리스본포르투산세바스티안비고사라고사말라가무르시아라코루냐히혼2030년 FIFA 월드컵(이베리아반도) 라스팔마스2030년 FIFA 월드컵(카나리아 제도) 카사블랑카라바트아가디르마라케시페스탕헤르2030년 FIFA 월드컵(모로코) |                                                   |
| 말라가                                  | 말라가 | 사라고사 | 비고 | 라코루냐 | 라스팔마스 | 산세바스티안                                      |
| 에스타디오 라 로살레다 +                | 에스타디오 라 로살레다 + | 에스타디오 데 라 로마레다 + | 에스타디오 데 발라이도스 + | 에스타디오 데 리아소르 + | 에스타디오 그란 카나리아 + | 에스타디오 데 아노에타                            |
| Capacity: 30,044 Expandable to: 45,000  | Capacity: 30,044 Expandable to: 45,000 | Capacity: 33,608 Expandable to: 42,500 | Capacity: 29,000 Expandable to: 41,900 | Capacity: 32,660 Expandable to: 48,000 | Capacity: 32,392 Expandable to: 44,682 | Capacity: 40,000                                  |
|                                         | | | | | |                                                   |
| 카사블랑카                              | 카사블랑카 | 라바트 | 탕헤르 | 아가디르 | 마라케시 | 페스                                              |
| 그랑 스타드 드 카사블랑카 *             | 그랑 스타드 드 카사블랑카 * | 물레이 압달라 왕자 경기장 + | 스타드 이븐 바투타 + | 스타드 아드라 + | 스타드 드 마라케시 + | 페스 경기장 +                                     |
| Capacity: 113,000                       | Capacity: 113,000 | Capacity: 53,000 Expandable to: 69,500 | Capacity: 65,000 Expandable to: 88,000 | Capacity: 45,480 Expandable to: 55,000 (at least) | Capacity: 45,240 Expandable to: 70,000 | Capacity: 45,000 Expandable to: 55,000 (at least) |
|                                         | | | | | |                                                   |

월드컵 100주년 기념 행사 경기 개최 도시:
| 몬테비데오       | 부에노스아이레스             | 루케                                | 아순시온부에노스아이레스몬테비데오class=notpageimage\| 2030년 FIFA 월드컵 (남미) | 아순시온부에노스아이레스몬테비데오class=notpageimage\| 2030년 FIFA 월드컵 (남미) |
| 센테나리오 +     | 안토니오 베스푸시오 리베르티 | 에스타디오 CONMEBOL(남미축구연맹) * | 아순시온부에노스아이레스몬테비데오class=notpageimage\| 2030년 FIFA 월드컵 (남미) | 아순시온부에노스아이레스몬테비데오class=notpageimage\| 2030년 FIFA 월드컵 (남미) |
| Capacity: 60,000 | Capacity: 83,000             | Capacity: 60,000                    | 아순시온부에노스아이레스몬테비데오class=notpageimage\| 2030년 FIFA 월드컵 (남미) | 아순시온부에노스아이레스몬테비데오class=notpageimage\| 2030년 FIFA 월드컵 (남미) |
| borde            | borde                        |                                     | 아순시온부에노스아이레스몬테비데오class=notpageimage\| 2030년 FIFA 월드컵 (남미) | 아순시온부에노스아이레스몬테비데오class=notpageimage\| 2030년 FIFA 월드컵 (남미) |

## 지역 예선

Teams qualified
Team whose qualification process has yet to be decided
Teams failed to qualify
Teams withdrew or suspended
Not a FIFA member

### 징계
- 러시아는 2022년 2월 일어난 러시아-우크라이나 전쟁이 종전될 때까지 무기한 출전 자격이 박탈된다.

### 본선 진출국
모든 6개 개최국들은 2030년 FIFA 월드컵에 자동본선진출할 것이다.
| 국가대표팀 | 본선 진출 자격                    | 본선 진출 확정일 | 이전 대회 성적1 | 이전 대회 최고 성적          |
| ---------- | --------------------------------- | ---------------- | --- | ---------------------------- |
| 모로코     | 공동개최                          | 2023년 10월 4일  | 7+α (1970, 1986, 1994, 1998, 2018, 2022, 2030)                                                                          | 준결승 진출(4위) (2022)      |
| 포르투갈   | 공동개최                          | 2023년 10월 4일  | 9+α (1966, 1986, 2002, 2006, 2010, 2014, 2018, 2022, 2030)                                                              | 준결승 진출(3위) (1966)      |
| 스페인     | 공동개최                          | 2023년 10월 4일  | 17+α (1934, 1950, 1962, 1966, 1978, 1982, 1986, 1990, 1994, 1998, 2002, 2006, 2010, 2014, 2018, 2022, 2030)             | 우승(1회) (2010)             |
| 아르헨티나 | 월드컵 100주년 기념 경기 공동개최 | 2023년 10월 5일  | 19+α (1930, 1934, 1958, 1962, 1966, 1974, 1978, 1982, 1986, 1990, 1994, 1998, 2002, 2006, 2010, 2014, 2018, 2022, 2030) | 우승(3회) (1978, 1986, 2022) |
| 파라과이   | 월드컵 100주년 기념 경기 공동개최 | 2023년 10월 5일  | 9+α (1930, 1950, 1958, 1986, 1998, 2002, 2006, 2010, 2030)                                                              | 8강(2010)                    |
| 우루과이   | 월드컵 100주년 기념 경기 공동개최 | 2023년 10월 5일  | 15+α (1930, 1950, 1954, 1962, 1966, 1970, 1974, 1986, 1990, 2002, 2010, 2014, 2018, 2022, 2030)                         | 우승(2회) (1930, 1950)       |

1 굵은 글씨는 당해년도 우승팀을 가리킨다. 이탤릭 체 글씨는 당해년도 개최국을 가리킨다.

### 슬롯 할당
| 대륙별 축구 협회           | FIFA 월드컵 참가 자격 회원 | 본선 진출팀 수 (개최국 포함) | 본선 진출 회원 비율 |
| -------------------------- | -------------------------- | ---------------------------- | ------------------- |
| 아시아                     | 46                         | 8+1⁄3                        | 18%                 |
| 아프리카 (개최국)          | 54                         | 9+1⁄3                        | 17%                 |
| 북중미카리브               | 35                         | 6+1⁄3                        | 19%                 |
| 남미 (100주년 경기 개최국) | 10                         | 6+1⁄3                        | 65%                 |
| 오세아니아                 | 14                         | 1+1⁄3                        | 14%                 |
| 유럽 (개최국)              | 55                         | 16+1⁄3                       | 29%                 |
| 총                         | 215                        | 48                           | 23%                 |

### 대륙간 플레이오프
6개 팀이 참가하는 플레이오프가 개최되어, FIFA 월드컵의 마지막 두 자리를 결정한다. 유럽에서 개최되어서 모든 대륙 연맹당 1팀씩 참가한다. FIFA 랭킹에 따라 시드된 팀은 시드되지 않은 4개 팀이 참가하는 첫 두 경기의 승자와 FIFA 월드컵 접전을 펼친다. 토너먼트는 개최국에서 진행된다.

## 중계권
- 대한민국 - JTBC, JTBC GOLF&SPORTS